# Hemileuca obsoleta
Hemileuca obsoleta är en fjärilsart som beskrevs av Reiff. 1910. Hemileuca obsoleta ingår i släktet Hemileuca och familjen påfågelsspinnare. Inga underarter finns listade i Catalogue of Life.